# Duran Duran

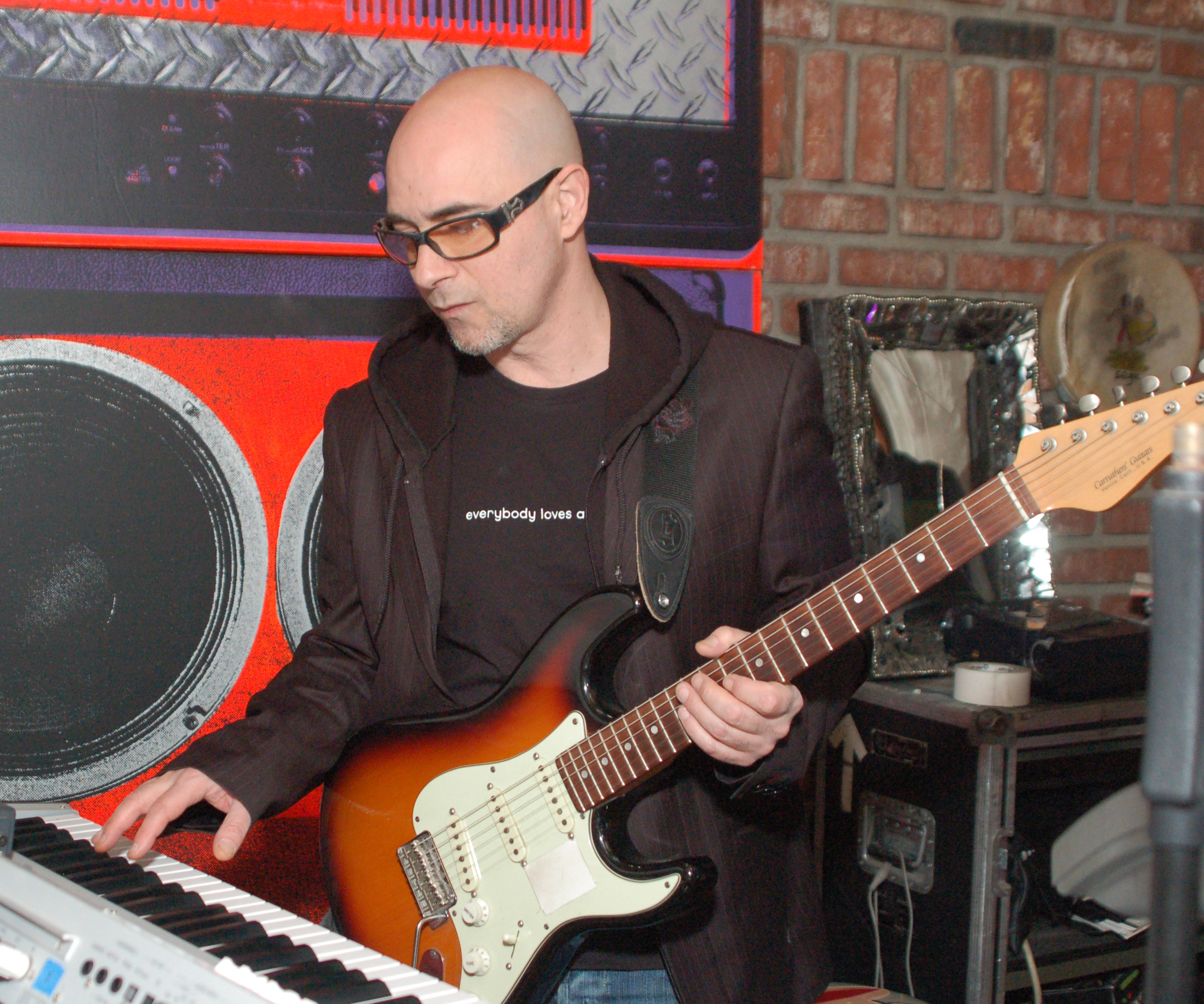
Warren Cuccurullo (w DD 1989-2001), 2009

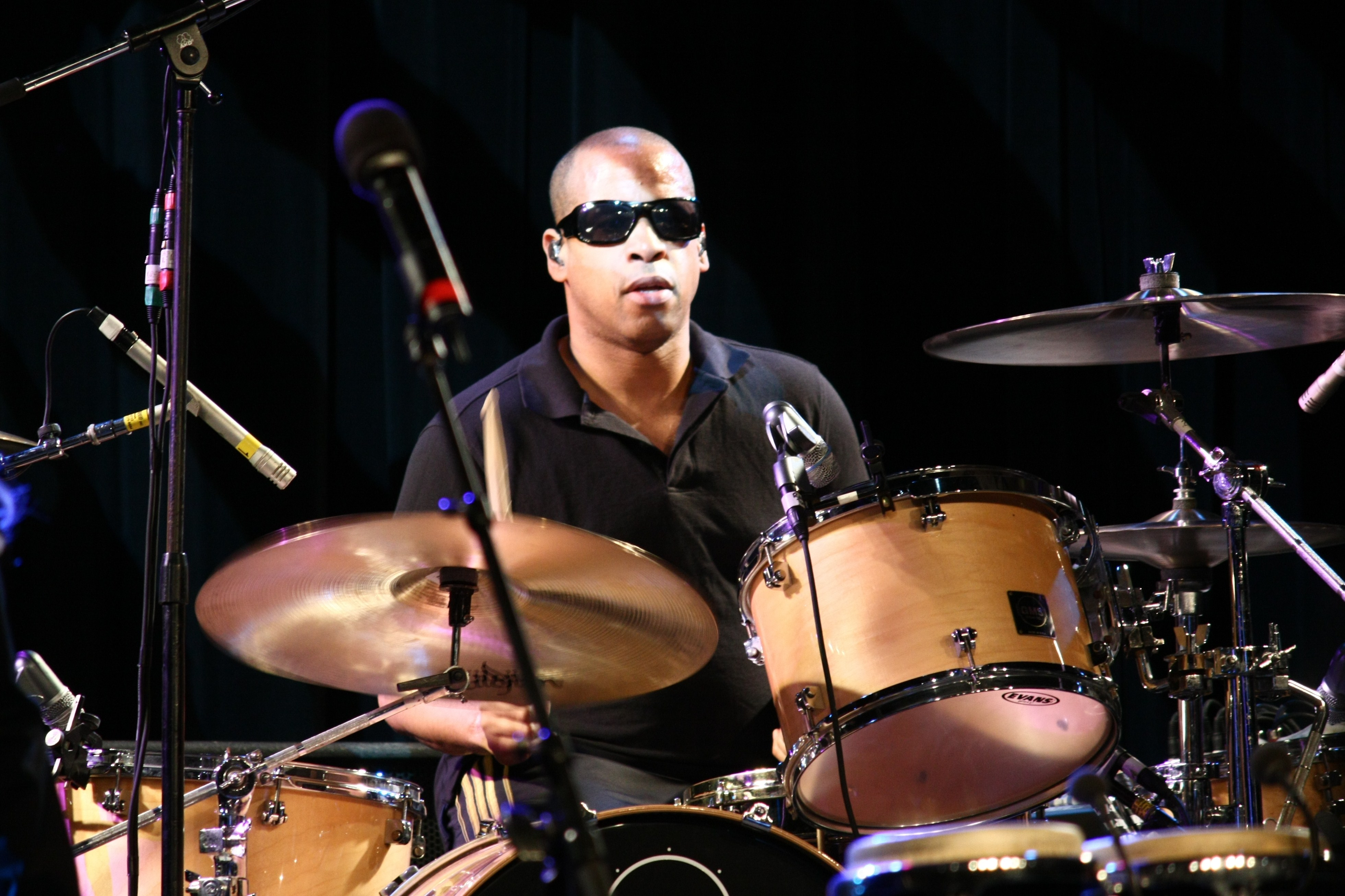
Sterling Campbell (w DD 1989–1991), 2009

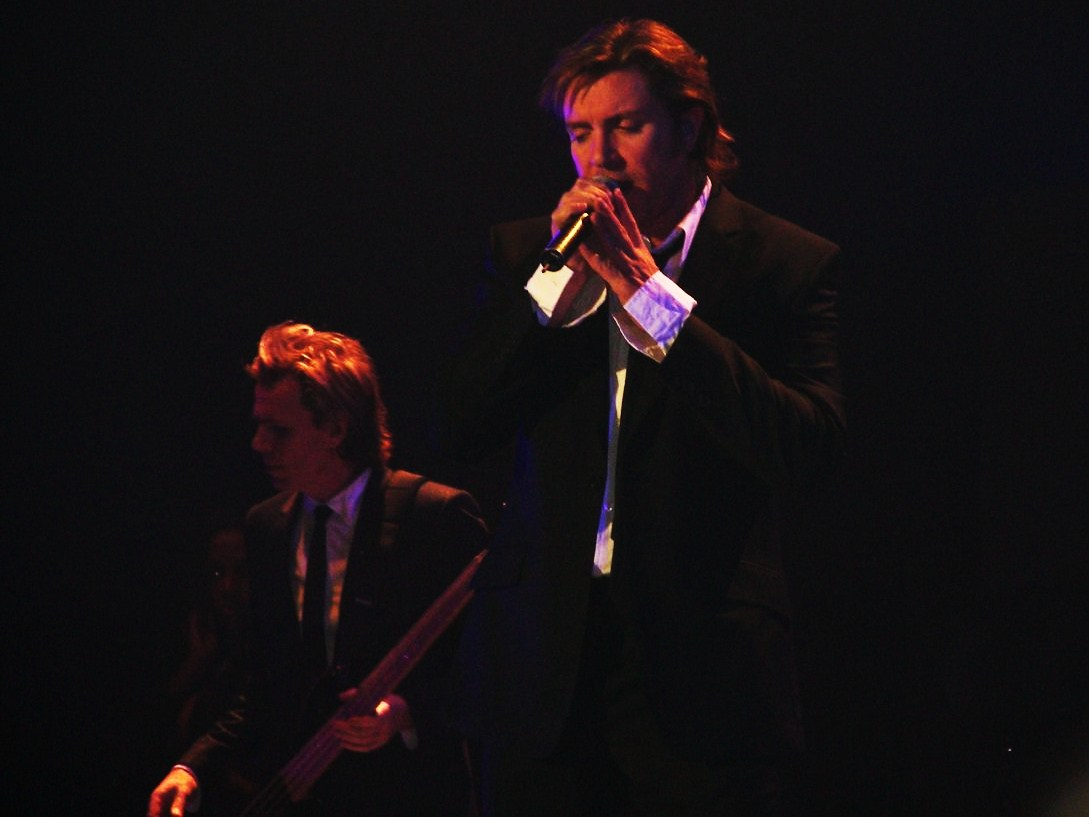
Duran Duran podczas koncertu, 2005

Duran Duran – brytyjski zespół pop-rockowy utworzony w 1978 w Birmingham przez basistę Johna Taylora i klawiszowca Nicka Rhodesa. Zespół zaczynał swoją działalność w momencie, gdy na brytyjskiej scenie pojawił się styl new romantic i z tym stylem jest zazwyczaj kojarzony. Od 2007 działa jako kwartet.

## Historia zespołu
Na początku zespół przyjął nazwę RAF (skrót od Royal Air Force), dopiero później Taylorowi przypomniał się Durand Durand, niezwykły naukowiec z filmu Barbarella, którego imię i nazwisko (po odjęciu „d” na końcu sylab) posłużyły za nową nazwę dla zespołu. W pierwszy skład zespołu weszli: John Taylor, Nick Bates, Simon Colley i Stephen Duffy, którzy swój pierwszy koncert zagrali 4 kwietnia 1979 w Birmingham Polytechnic’s College of Art and Design. W tym czasie nagrali materiał na swój debiutancki album pt. Dusk and Dawn, na którym umieścili piosenki: „Soundtrack”, „Aztec Moon Rich”, „Take the Lines (and the Shadows)”, „Hold Me/Pose Me”, „A Lucien Melody” i „Hawks Don’t Share”. Grywali głównie w klubach nocnych, m.in. „U Barbarelli”.
Z czasem skład zespołu opuścili Colley i Duffy, na ich miejsce dołączyli Andy Wickett i Roger Taylor, i w tym składzie wzięli udział w kolejnej sesji nagraniowej, na której nagrali kasetę demo m.in. z utworem „Girls on Film”. Materiał przedstawili w londyńskich siedzibach wytwórni płytowych: Island Records, Phonogram Records i EMI, jednak nie były one zainteresowane nawiązaniem współpracy z grupą. Taylor w tym czasie porzucił swoje pierwsze imię (Nigel) i zaczął posługiwać się drugim (John), z kolei Nick Bates zmienił nazwisko na Rhodes. Zafascynowani grupą Chic, zaczęli grać muzykę disco. W międzyczasie do zespołu dołączyli Jeff Thomas (na miejsce Wicketta) i Alan Curtis, a menedżerem kwintetu zostali bracia Paul i Michael Berrowowie z klubu „Rum Runner” w Birmingham, gdzie zaczęli grać regularne koncerty.
Po kolejnych roszadach w składzie (odejściu Curtisa i Thomasa) uformowany został ostateczny skład Duran Duran, który stworzyli: Simon Le Bon, Nick Rhodes, John Taylor, Roger Taylor i Andy Taylor (trzej ostatni niespokrewnieni). W nowym składzie zagrali pierwszy koncert 16 lipca 1980 w „Run Runner”, a także napisali nowe piosenki, m.in. „Sound of Thunder”, „Night Boat” i „Late Bar”, które grali na koncertach. Od początku działalności dzielili się zarobkami po równo, a autorstwo każdej swojej piosenki przypisywali wszystkim członkom grupy, bez względu na faktyczny wkład w stworzenie danego utworu, dzięki czemu uniknęli konfliktogennych podziałów w zespole. W międzyczasie nagrali materiał na debiutancką płytę w studiu AIR Studios. Zatrudnili też agenta w Londynie – Roba Halleta, dzięki któremu zaczęli koncertować w stolicy, m.in. w klubie „Marquee” i Lyceum Theatre. Pod koniec 1980 odbyli trzytygodniową trasę koncertową jako support Hazel O’Connor; menedżer Michael Berrow sprzedał swoje mieszkanie, by wykupić swojemu zespołowi możliwość występów z artystką. 
Wraz z rozwojem kariery dostali propozycję podpisania kontraktu z dwóchwytwórni: EMI i Phonogram, po czym podpisali umowę z tą pierwszą. Na pierwszy singiel wybrali, wydany w lutym 1981, utwór „Planet Earth”, który zebrał przychylne recenzje krytyków, był chętnie grany w brytyjskich rozgłośniach radiowych oraz trafił na listy przebojów m.in. w Wielkiej Brytanii i Australii. Kontynuowali też nagrania materiału na pierwszą płytę (tym razem w studiu Red Bus i Chipping Recording Studios w Oxfordshire), której producentem został Colin Thurston. Jeszcze przed premierą płyty odbyli trasę koncertową po Wielkiej Brytanii, a także wystąpili z singlem „Planet Earth” w programie Top of the Pops w BBC. Następnie, decyzją wytwórni EMI, wydali singiel „Careless Memories”, który jednak nie osiągnął sukcesu komercyjnego. Firma wówczas rozpoczęła intensywną kampanię promocyjną zespołu, dzięki czemu wkrótce artykuły przychylne zespołowi pojawiły się w czasopismach „Smash Hits” (redakcja opublikowała także pierwszą okładkę z Duran Duran) i „The Face”, a plakaty z ich wizerunkiem były publikowane w gazetach dla młodzieży: „Jackie”, „Diana” i „My Guy”, dzięki czemu stali się idolami nastolatek. W czerwcu 1981 wydali album, zatytułowany po prostu Duran Duran, z którym dotarli do trzeciego miejsca na brytyjskiej liście sprzedaży Top 75. W tym samym miesiącu rozpoczęli kolejną trasę koncertową po kraju, następnie wydali trzeci singiel z płyty – „Girls on Film”, we wrześniu wylecieli w swoją pierwszą trasę po Stanach Zjednoczonych (gdzie mieli podpisany pięcioletni kontrakt z wytwórnią Capitol Records), a po powrocie z USA odbyli trzecią trasę po Wielkiej Brytanii.
W międzyczasie, w sierpniu 1981 zaczęli nagrania nowej płyty i zarejestrowali w studiu piosenki: „Last Chance on the Stairway”, „My Own Way”, „New Religion” i „Like an Angel”. Pod koniec roku wydali pierwszy singiel z drugiej płyty – „My Own Way”, który zajął 14. miejsce na angielskiej liście przebojów. W lutym 1982 nagrali w AIR Studios ostateczną wersję drugiej płyty. W 1982 wydali album pt. Rio, z którego pochodzi m.in. singiel „Save a Prayer”, który dotarł do drugiego miejsca na brytyjskiej liście przebojów. Płytę promowali także teledyskami do piosenek: „Hungry Like the Wolf” i „Save a Prayer”, które nakręcili na Sri Lance. Później nakręcili także wideoklipy do piosenek „Rio” i „Night Boat” na wyspie Antigua. Za sprawą teledysków umocnili swoją pozycję na światowym rynku muzycznym, a klip do „Rio” został okrzyknięty jednym z teledysków wszech czasów według telewizyjnej stacji muzycznej MTV. Dzięki teledyskom otrzymali swoją pierwszą nagrodę Grammy, zwyciężając w kategorii najlepszy video album (Duran Duran) i najlepszy teledysk krótkometrażowy („Girls on Film”/„Hungry Like the Wolf”). W międzyczasie odbyli trasę promocyjną po Australii i Japonii oraz zagrali (w czerwcu) drugą trasę koncertową po USA, a następnie zagrali tam serię koncertów jako support grupy Blondie. Z utworem „Hungry Like the Wolf” dotarli do piątego miejsca na brytyjskiej liście przebojów. W tym samym roku wydali na amerykańskim rynku album pt. Carnival, na którym znalazły się zremiksowane wersje ich piosenek z płyty pt. Rio; odświeżony singiel „Hungry Like the Wolf” stał się radiowym przebojem w USA. Jesienią 1982 zagrali serię koncertów w Niemczech, jednak musieli przerwać trasę z powodu urazu dłoni Johna Taylora, którego na odbywających się kilkanaście później koncertach w Portugalii zastępował inny basista. W 1983 z albumem Rio dotarli do piątego miejsca na amerykańskiej liście bestsellerów, a za wysoką sprzedaż wydawnictwa odebrali certyfikat platynowej płyty w USA. W tym samym roku wytwórnia Capitol Records ponownie wydała debiutancki album Duran Duran i tym razem promowała go singlem „Is There Something I Should Know”, który zadebiutował na pierwszym miejscu angielskiej listy przebojów. Za wysoką sprzedaż wydawnictwa otrzymali w USA certyfikat platynowej płyty. Otrzymali także cztery nagrody na gali rozdania „Daily Mirror” Rock and Pop Awards za zwycięstwo w kategoriach: najlepszy album, najlepszy zespół, najlepszy wokalista i osobowość roku.

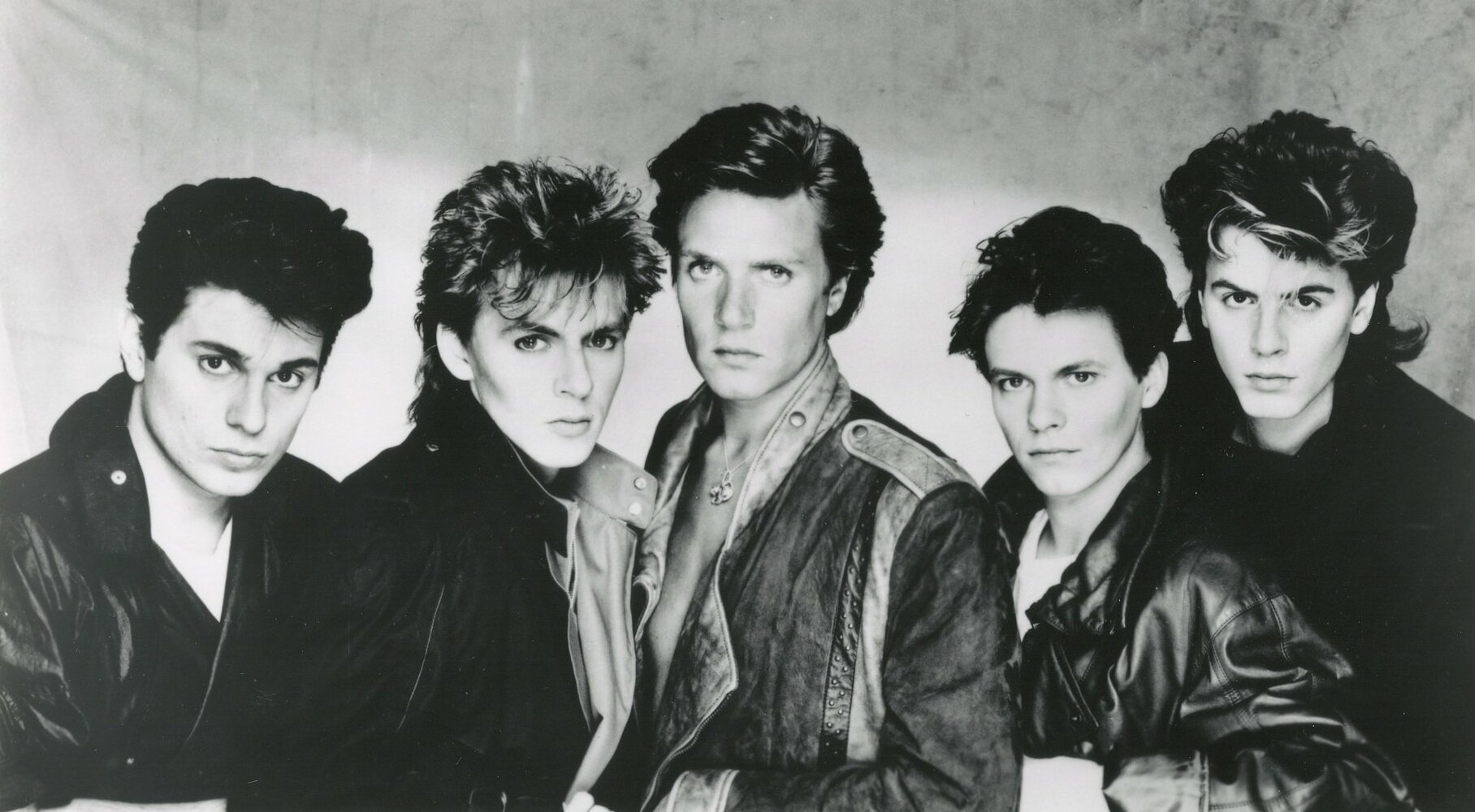
Duran Duran, około 1983.

Wiosną 1983 rozpoczęli pracę nad materiałem na trzecią płytę, której producentami tym razem zostali Ian Little i Alex Sadkin. Jeszcze przed wydaniem krążka wystąpili m.in. na koncercie charatywnym organizowanej przez księcia Karola i księżną Dianę oraz na koncercie dla organizacji ekologicznej Greenpeace. Po nagraniu płyty Andy Taylor ogłosił reszcie zespołu swoje odejście z Duran Duran. W listopadzie 1983 wydali album pt. Seven & The Ragged Tiger, z którym dotarli do pierwszego miejsca na liście sprzedaży w Wielkiej Brytanii. Płytę promowali singlami: „Union of a Snake” (drugie miejsce na brytyjskiej liście przebojów) i „New Moon on Monday”. Po wydaniu płyty odbyli światową trasę koncertową, która obejmowała występy w Australii, Wielkiej Brytanii, Japonii i USA, gdzie zagrali m.in. dwa koncerty w Madison Square Garden. W lipcu 1984 wydali singiel „Wild Boys”, którym promowali pierwszy w swojej karierze album koncertowy pt. Arena zawierający materiał nagrany głównie podczas występów Duran Duran w Oakland.
W listopadzie 1984 wzięli udział w nagraniu piosenki charytatywnej „Do They Know It’s Christmas?” jako część supergrupy charytatywnej Band Aid. Pod koniec roku na rynku ukazały się trzy albumy fotograficzne z zespołem: „Duran Duran: The Book of Words”, „Arena: The Book” i „Sing Blue Silver”. W sprzedaży ukazało się także wiele gadżetów z wizerunkiem Duran Duran, m.in. t-shirty, szaliki, plakaty, pocztówki, kosmetyczki, gra planszowa, piórniki, torby i notatniki. W maju 1985 muzycy wydali utwór „A View to a Kill”, który nagrali do filmu Zabójczy widok o brytyjskim agencie Jamesie Bondzie. Z piosenką dotarli do pierwszego miejsca na amerykańskiej liście przebojów. W lipcu tego samego roku nagrali na koncercie charytatywnym Live Aid, zorganizowanym w celu zebrania funduszy na głodujące dzieci w Afryce. Był to ostatni w ówczesnym składzie wspólny występ Duran Duran. John Taylor i Andy Taylor następnie stworzyli razem z Robertem Palmerem zespół The Power Station, a Simon, Nick i Roger uformowali grupę Arcadia.
W 1986 zespół powrócił w trzyosobowym składzie: John Taylor, Nick Rhodes i Simon Le Bon, których w studiu nagraniowym wsparli m.in. perkusista Steve Ferrone i gitarzysta Warren Cuccurullo, a w kilku utworach zagrał także Andy Taylor. Muzycy w trio wydali album pt. Notorious, za który odebrali status platynowej płyty w USA i Wielkiej Brytanii, a tytułowy singiel stał się kolejnym przebojem w ich dorobku. Odbyli także światową trasę koncertową – Strange Behaviour Tour. W tym okresie zaczęli obserwować malejące zainteresowanie odbiorców i mediów ich twórczością. Jednocześnie zdobyli większe niż dotychczas uznanie we Włoszech, gdzie w ramach trasy zagrali siedem koncertów na stadionach sportowych. Wystąpili także m.in. w Holandii, a koncert zagrany w Rotterdamie zarejestrowali i wydali w formie bootlegu pt. Duran Go Dutch. W 1988 wydali album pt. Big Thing, na którym umieścili m.in. przebój „I Don’t Want Your Love” (przez sześć tygodni utrzymywał się na pierwszym miejscu na liście przebojów we Włoszech, a także zajął czwarte miejsce w USA) oraz utwór „Do You Believe in Shame?”, zadedykowany zmarłemu w 1987 Andy’emu Warholowi). Po wydaniu płyty odbyli kolejną trasę koncertową. W grudniu 1989 premierę miał pierwszy album kompilacyjny Duran Duran pt. Decade z największymi przebojami zespołu.
Pod koniec lat 80. poszerzyli stały skład Duran Duran o dwóch muzyków: gitarzystę Warrena Cuccurullo i perkusistę Sterlinga Campbella, którzy dotychczas wspierali ich studyjnie i na koncertach. W nowym składzie zaczęli pracować nad materiałem na kolejną płytę. W 1990 wydali album pt. Liberty, który okazał się komercyjną klapą. Niedługo później z zespołu odszedł Sterling, a reszta grupy zaczęła pracę nad nową płytą. W tym okresie muzycy nawiązali umowę menedżerską z amerykańską firmą Allen Kovac’s Left Bank Management. W styczniu 1993 wydali singiel „Ordinary World”, z którym dotarli do pierwszej dziesiątki na listach przebojów w Wielkiej Brytanii i USA. W następnym miesiącu wydali album pt. The Wedding Album, po którego premierze odbyli kolejną w karierze światową trasę koncertową, obejmującą m.in. pierwsze występy Duran Duran w RPA. Wydali też drugi singiel z płyty – „Come Undone”, który stał się przebojem. W 1995 nagrali album z coverami swoich ulubionych piosenek pt. Thank You. W tym samym czasie do grupy nieoficjalnie dołączył dawny perkusista – Roger Taylor. W nowym składzie zaczęli nagrywać album pt. Medazzaland, który wydali w 1997. Podczas nagrywania płyty ze składu odszedł John Taylor, a następnie gitarzysta Warren Cuccurullo.
W 2000 zespół w zmniejszonym składzie wydał album pt. Pop Trash, na którym znalazł się m.in. singiel „Out of My Mind” nagrany do filmu Święty. W maju 2001 wszyscy dawni oficjalni członkowie Duran Duran spotkali się na imprezie marki modowej Juicy Courure, po czym postanowili reaktywować oryginalny skład grupy. Rozpoczęli pracę nad materiałem na nową płytę, zatrudnili Wendy Laister na stanowisko nowej menedżerki zespołu oraz zagrali serię koncertów w Japonii i Wielkiej Brytanii. Podpisali także kontrakt z wytwórnią Sony, pod której szyldem w październiku 2004 wydali album pt. Astronaut. Płytę promowali singlami: „Reach Up for the Sunrise” i „What Happens Tomorrow". Po premierze płyty udali się w roczną trasę koncertową, a następnie przystąpili do nagrywania kolejnego albumu w londyńskim studiu. Wkrótce później ogłosili odejście Andy’ego Taylora z zespołu, a jego miejsce zajął Dominic Brown. Pieczę nad nową płytą sprawował Timbaland, a dwa nowe utwory muzycy napisali z Justinem Timberlake'iem.
Zespół powrócił na scenę w 17 czerwca 2007 roku, grając koncert dla wąskiego grona fanów w Nowym Jorku. Przed występem fani mogli usłyszeć kilka premierowych utworów („The Valley”, „Box Full O' Honey”, „Red Carpet Massacre” i „Skin Divers”) oraz wykonywany na bis „Nite Runner” (na płycie jest to duet z Justinem Timberlake'iem). 29 czerwca 2007 zagrali koncert w ramach „Live at the Marquee” w Cork, gdzie podczas bisu zapowiedzieli premierę utworu „Nite Runner”. Dwa dni później, w 46. rocznicę urodzin zmarłej tragicznie 10 lat wcześniej księżnej Diany (która w 1983 wskazała Duran Duran jako swój ulubiony zespół muzyczny), wystąpili podczas „Concert for Diana” na stadionie Wembley, na którym wykonali utwory: „Sunrise”, „Wild Boys” i – na prośbę synów księżnej, księcia Williama i księcia Harry’ego – „Rio”. 7 lipca wystąpili w koncercie „Live Earth – The Concert for a Climate in Crisis” na Wembley (w tym samym czasie na wszystkich kontynentach odbyły się koncerty z tej serii). Następnie zagrali dziewięć koncertów w Ethel Barrymore Theatre na Broadwayu, a jesienią wydali album pt. Red Carpet Massacre, na którym umieścili m.in. utwór „Falling Down” nagrany z Justinem Timberlake'iem. Kolejne koncerty promocyjne zagrali w grudniu w Londynie i Dublinie.
W maju 2008 rozpoczęli kolejną trasę koncertową po Stanach Zjednoczonych, na której jako support występował kwintet Your Vegas. W czerwcu tego samego roku w paryskim Luwrze zagrali koncert związany ze zbieraniem funduszy na renowację jednego z zabytkowych pokoi w stylu Ludwika XV. Goście uczestniczyli w obiedzie, następnie w zamkniętej specjalnie z tego powodu części muzeum podziwiali zbiory, by na końcu uczestniczyć w koncercie zespołu, który odbył się w piramidzie na dziedzińcu Luwru. Takie wydarzenie odbyło się po raz pierwszy w historii Luwru. W 2010 wydali cyfrowo album pt. All You Need Is Now, który trafił do pierwszego miejsca na listach pobrań w aplikacji iTunes w wielu krajach na świecie. Po wydaniu płyty odbyli trasę koncertową obejmującą m.in. występ na festiwalu Coachella w 2011.
W 2022 zespół został wprowadzony do Rock and Roll Hall of Fame.

## Dyskografia

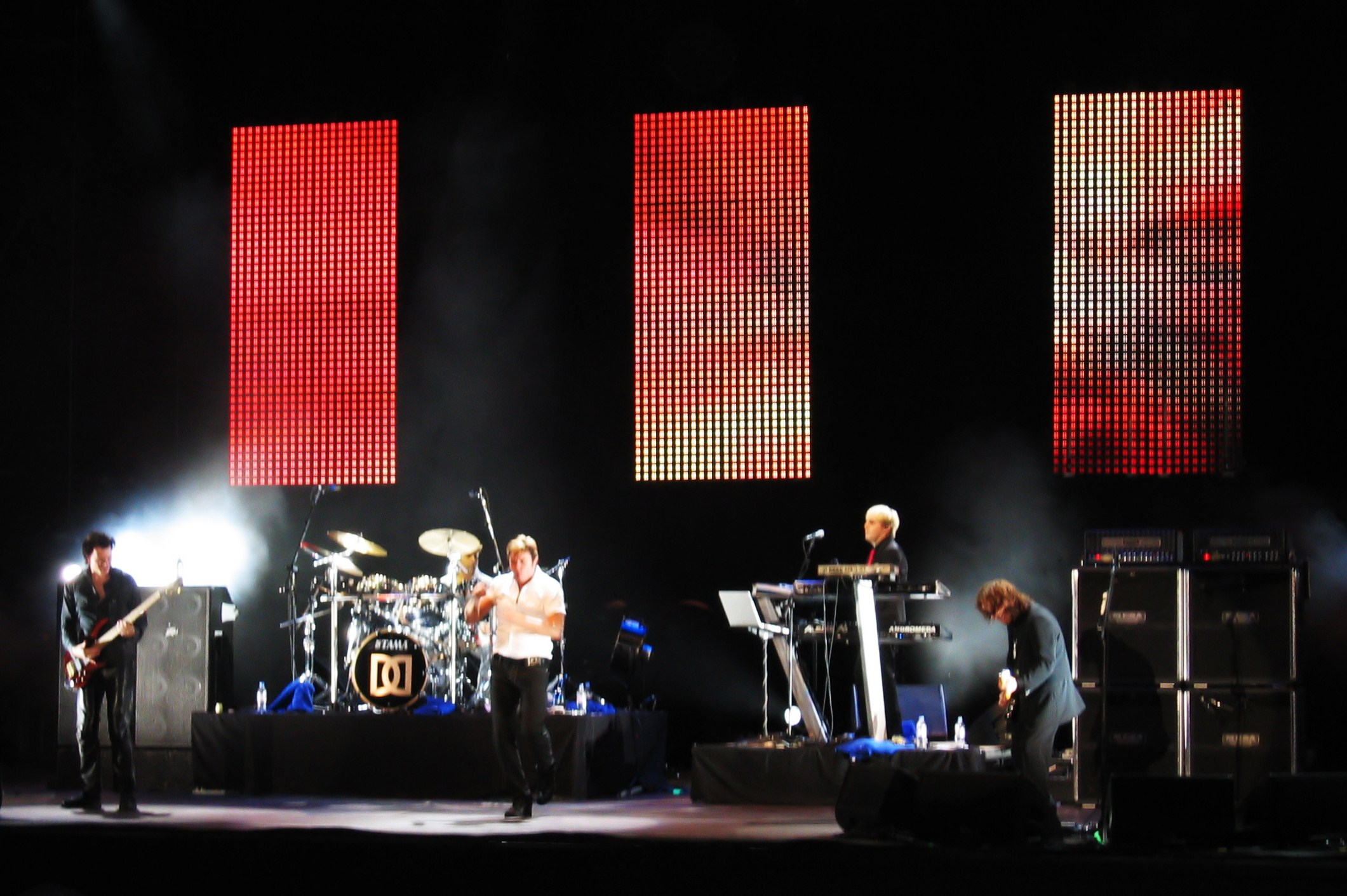
Duran Duran podczas koncertu, 2005

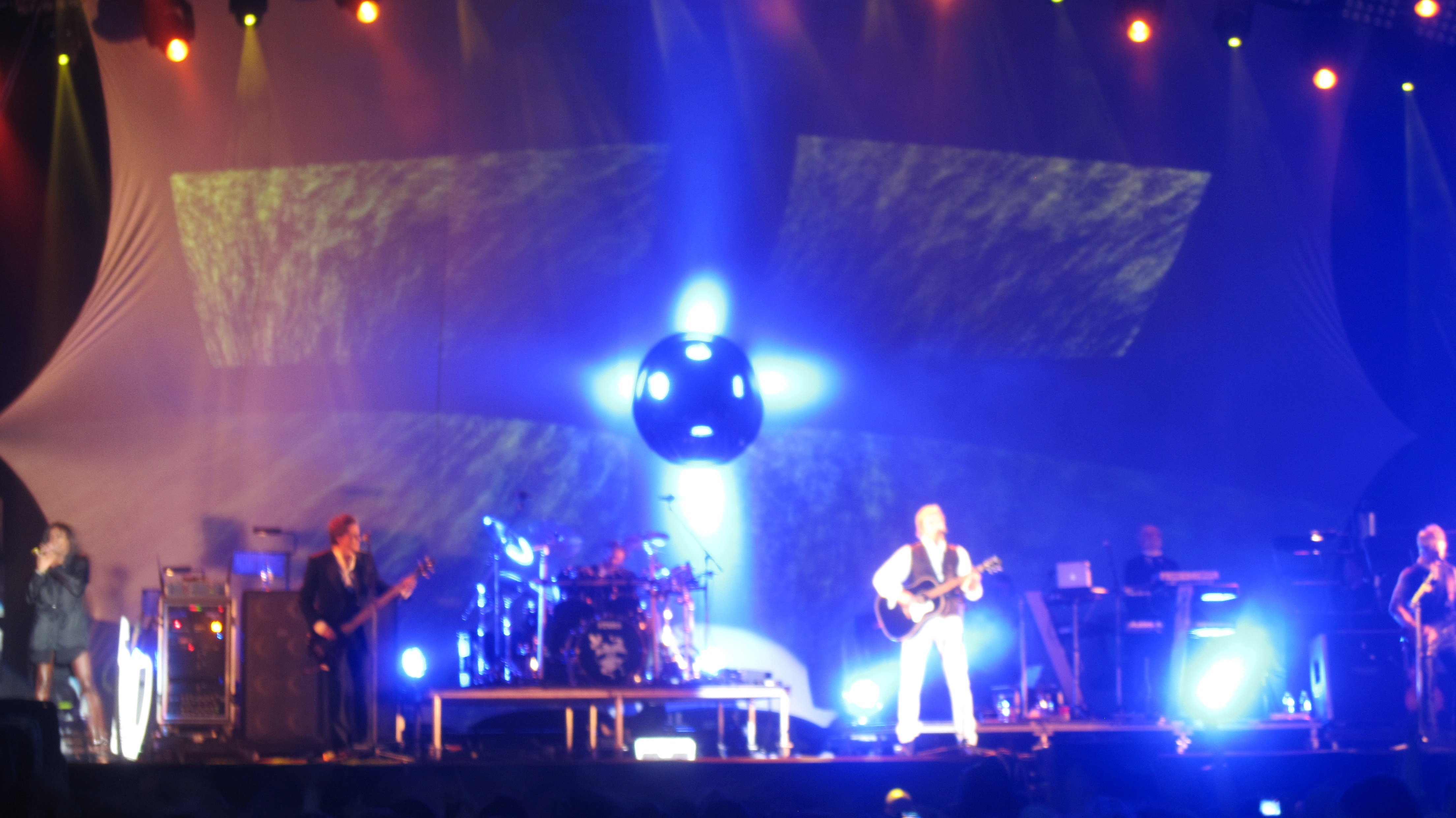
Duran Duran podczas koncertu, 2009

### Albumy
- Duran Duran 1981 poz. 3 UK poz. 10 US
- Rio 1982 poz. 2 UK poz. 6 US
- Seven and the Ragged Tiger 1983 poz. 1 UK poz. 8 US
- Arena 1984 poz. 6 UK poz. 4 US
- Notorious 1986 poz. 16 UK poz. 12 US
- Big Thing 1988 poz. 15 UK poz. 24 US
- Decade 1990
- Liberty 1990 poz. 8 UK poz. 46 US
- Duran Duran (The Wedding Album) 1993 poz. 4 UK poz. 7 US
- Thank You 1995 poz. 12 UK poz. 19 US
- Medazzaland 1997 poz. 58 US
- Night Versions The Essential Duran Duran 1998
- Greatest 1998
- Strange Behaviour 1999
- Pop Trash 2000 poz. 135 US
- Astronaut 2004 poz. 3 UK poz. 17 US
- Red Carpet Massacre 2007
- All You Need Is Now 2011
- Paper Gods 2015
- Future Past 2021[72]
- Danse Macabre 2023[73]

### Single
- Planet Earth” 1981
- Girls on Film 1981
- My Own Way 1981
- Hungry Like the Wolf 1982
- Rio 1982
- Save a Prayer 1982
- New Moon on Monday 1983
- The Reflex 1983
- The Wild Boys 1984
- A View to a Kill 1985
- Notorious 1986
- All She Wants Is 1988
- Do You Believe In Shame? 1988
- Violence of Summer 1990
- Ordinary World 1993
- Come Undone 1993
- Perfect Day 1995
- Out of My Mind 1997
- Electric Barbarella 1997
- Someone Else Not Me 2000
- Sunrise” 2004
- What Happens Tomorrow 2005
- Nice 2005
- Falling Down (z Justinem Timberlakiem) 2007
- Skin Divers (z Timbalandem) 2008
- All you need is now 2011
- Girl Panic! 2011